# Harry Frank
Harry Frank (Berlino, 15 ottobre 1896 – Berlino, 2 dicembre 1947) è stato un attore tedesco.
Dal 1919 al 1947, prese parte a circa una sessantina di film.

## Biografia
Nato a Berlino, crebbe a Lubecca facendo svariati mestieri, dal domestico al venditore, al mago, al mozzo e al cuoco di bordo. Durante la prima guerra mondiale, fu ufficiale in Turchia. In seguito, diventò direttore di un giornale di provincia e lavorò come agricoltore ed esportatore.
Alla fine approdò al cinema dove debuttò in Die Spinnen, 1. Teil - Der Goldene See, diretto da Fritz Lang. Ben presto, riuscì ad ottenere parti di una certa importanza, arrivando poi al ruolo di protagonista in commedie o in storie di genere criminale. Recitò anche in teatro, soprattutto a Berlino, al Renaissance-Theater.
Il suo ultimo film uscì nel 1947, l'anno della sua morte, avvenuta il 12 dicembre a Berlino, all'età di 51 anni.

## Filmografia
- Die Spinnen, 1. Teil - Der Goldene See, regia di Fritz Lang (1919)
- Rafaello - Das Rätsel von Kopenhagen 1, regia di Wolfgang Neff (1920)
- In den Goldfeldern von Nevada, regia di Wolfgang Neff (1920)
- Im Banne des Andern, regia di Rolf Brunner (1920)
- Eine Frauenschönheit unter dem Seziermesser, regia di Wolfgang Neff e Heinz Sarnow (1920)
- Die Schuld des Andern, regia di Rolf Brunner (1920)
- Der Spitzel, regia di Wolfgang Neff (1920)
- Der Schrecken der Millionäre, regia di Wolfgang Neff (1920)
- Die Spinnen, 2. Teil - Das Brillantenschiff, regia di Fritz Lang (1920)
- Das Geheimnis der Mitternachtsstunde, regia di Wolfgang Neff (1920)
- Der Plan der Drei, regia di Wolfgang Neff (1920)
- Der Mann in der Falle, regia di Wolfgang Neff (1920)
- Das wandernde Bild, regia di Fritz Lang (1920)
- Apachenrache, 3. Teil - Die verschwundene Million
- Vier um die Frau, regia di Fritz Lang (1921)
- Der Leidensweg der Inge Krafft, regia di Wolfgang Neff (1921)
- Marizza, detta la signora dei contrabbandieri (Marizza, genannt die Schmuggler-Madonna), regia di Friedrich Wilhelm Murnau (1922)
- La terra che brucia (Der brennende Acker), regia di Friedrich Wilhelm Murnau (1922)
- Die 3 Niemandskinder o Die drei Niemandskinder, regia di Fritz Freisler (1927)
- Stolzenfels am Rhein, regia di Richard Löwenbein (1927)
- Das Mädchen ohne Heimat
- Schenk mir das Leben
- Mikosch rückt ein
- Almenrausch und Edelweiss
- Flucht aus der Hölle
- L'inferno dell'amore
- Vera Mirzewa o l'ultimo convegno (Der Fall des Staatsanwalts M...), regia di Rudolf Meinert e Giulio Antamoro (1928)
- Hotelgeheimnisse
- Der fidele Bauer, regia di Franx Seitz - con il nome Szõke Szakáll (1929)
- Alto tradimento (Hochverrat), regia di Johannes Meyer (1929)
- Il tigre (Der Tiger), regia di Johannes Meyer (1930)
- Das Rheinlandmädel
- Der Schuß im Tonfilmatelier
- Lumpenball
- Die große Sehnsucht
- Der falsche Feldmarschall
- Das Schicksal einer schönen Frau
- Tänzerinnen für Süd-Amerika gesucht
- Täter gesucht
- Wehe, wenn er losgelassen
- Kavaliere vom Kurfürstendamm
- Kampf um Blond
- Der Choral von Leuthen, regia di Carl Froelich e Arzén von Cserépy (1933)
- K 1 greift ein
- Morgen beginnt das Leben
- Die Freundin eines großen Mannes
- Was bin ich ohne Dich
- Schwarzer Jäger Johanna, regia di Johannes Meyer (1934)
- Nur nicht weich werden, Susanne! - Eine Groteske aus vergangener Zeit
- Alles um eine Frau
- Der mutige Seefahrer
- I vinti (Traumulus), regia di Carl Froelich (1936)
- Una notte di Napoleone (Die Nacht mit dem Kaiser), regia di Erich Engel (1936)
- Der Tiger von Eschnapur, regia di Richard Eichberg (1938)
- Le Tigre du Bengale, regia di Richard Eichberg (1938)
- Le Tombeau hindou, regia di Richard Eichberg (1938)
- Ein Walzer mit dir, regia di Hubert Marischka (1943)
- Razzia, regia di Werner Klingler (1947)